# Demetri Ivànovitx
|  | Per a altres significats, vegeu «Demetri Ivànovitx de Moscou». |

Demetri Ivanòvitx, en rus Дмитрий Иванович, Царевич Дмитрий, Дмитрий Углицкий} (Dmitrij Ivanovič), conegut com a Tsarévitx Demetri o Demetri d'Úglitx (Moscou, 19 d'octubre de 1582 - Úglitx, 15 de maig de 1591) fou un príncep rus, fill d'Ivan el Terrible, hereu presumpte del seu germà Teodor II de Rússia. Mort assassinat, és venerat com a màrtir i sant per l'Església Ortodoxa Russa.

## Biografia
Era fill del tsar Ivan IV i de la seva última esposa Maria Nagaja. En morir el tsar, el seu fill gran Fiódor, Teodor I de Rússia, pujà al tron. El poder real el tenia, però, el seu cunyat Borís Godunov, un boiar que volia el tron rus. Teodor no tenia fills i era estèril, i el seu hereu seria segurament el seu germanastre Demetri: Godunov pensà a desempallegar-se'n i en 1584 l'envià a l'exili, amb la seva mare i els seus germans, a Úglitx. El 15 de maig de 1591, Demetri morí apunyalat en circumstàncies misterioses.

## Responsable de la mort

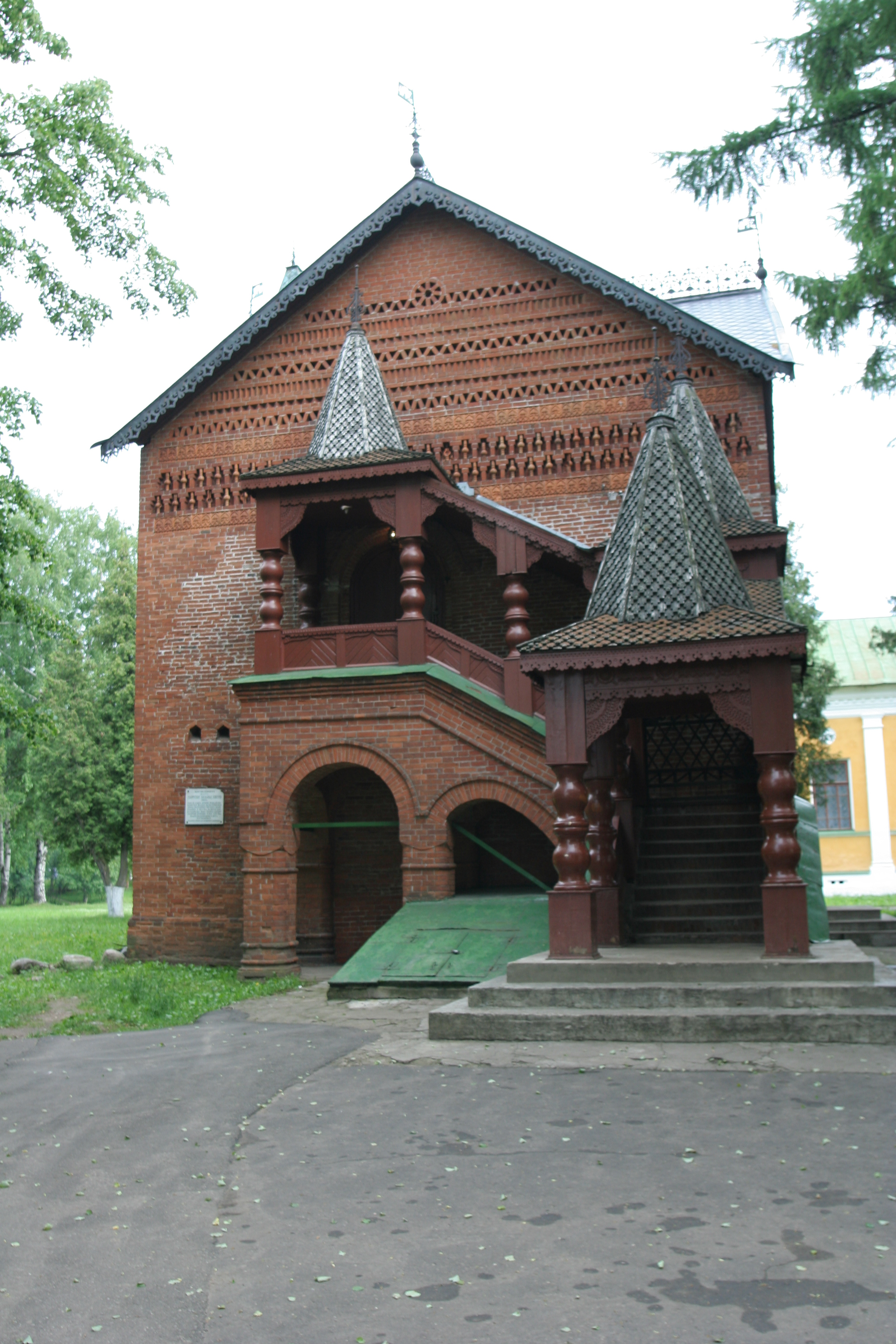
Palau de Demetri, a Úglitx, on va morir

Els cronistes i historiadors russos han formulat dues teories per explicar la mort del tsarévitx. La primera i més difosa en l'antiguitat és que fou mort per ordre directa de Borís Godunov, que va fer passar el fet per un accident (és la versió sostinguda per historiadors com Nikolai Karamzin, Sergej Michajlovič Solov'ëv o Vasilij Klyučevskij). El problema d'aquesta versió és que Demetri, com a fill de la cinquena (o setena) esposa d'Ivan IV, era fill il·legítim segons el dret canònic de l'església russa, que només accepta fins a tres matrimonis. Això feia que difícilment Demetri podria haver estat nomenat hereu del seu germanastre.
La segona versió diu que Demetri s'hauria apunyalat ell mateix durant un episodi d'epilèpsia, mentre jugava amb un coltell (és una versió sostinguda per Mihail Pogodin o Sergej Platonov). Els detractors sostenen que en una crisi epilèptica, les palmes de les mans s'obren, per la qual cosa difícilment podria tenir el coltell agafat per ferir-se. Es diu, però, que podria estar jugant amb el coltell prenent-lo per la fulla, apuntant a si mateix, i que llavors podria haver tingut la crisi i ferir-se el coll. Actualment, la majoria d'historiadors pensen que aquesta és l'opció més probable.
Encara hi ha una tercera versió, defensada per Konstantin Bestužev-Ryumin o Ivan Beljaev. Els sicaris de Borís Godunov haurien intentat assassinar el jove, però que mataren un altre noi i el príncep en pogué fugir. Així s'explicarien les aparicions posteriors de pretendents que deien ser Demetri i que provocaren revoltes populars per recuperar el tron, sovint amb el suport dels reis de Polònia: se succeïren, al llarg del segle els anomenats Fals Demetri I, Fals Demetri II i el Fals Demetri III. La majoria d'historiadors consideren molt improbable que Demetri sobrevisqués, tant perquè els sicaris l'haurien reconegut com perquè molts nobles polonesos que donaven suport als falsos Demetri sabien positivament que no era la persona que deia ser.

## Posterioritat

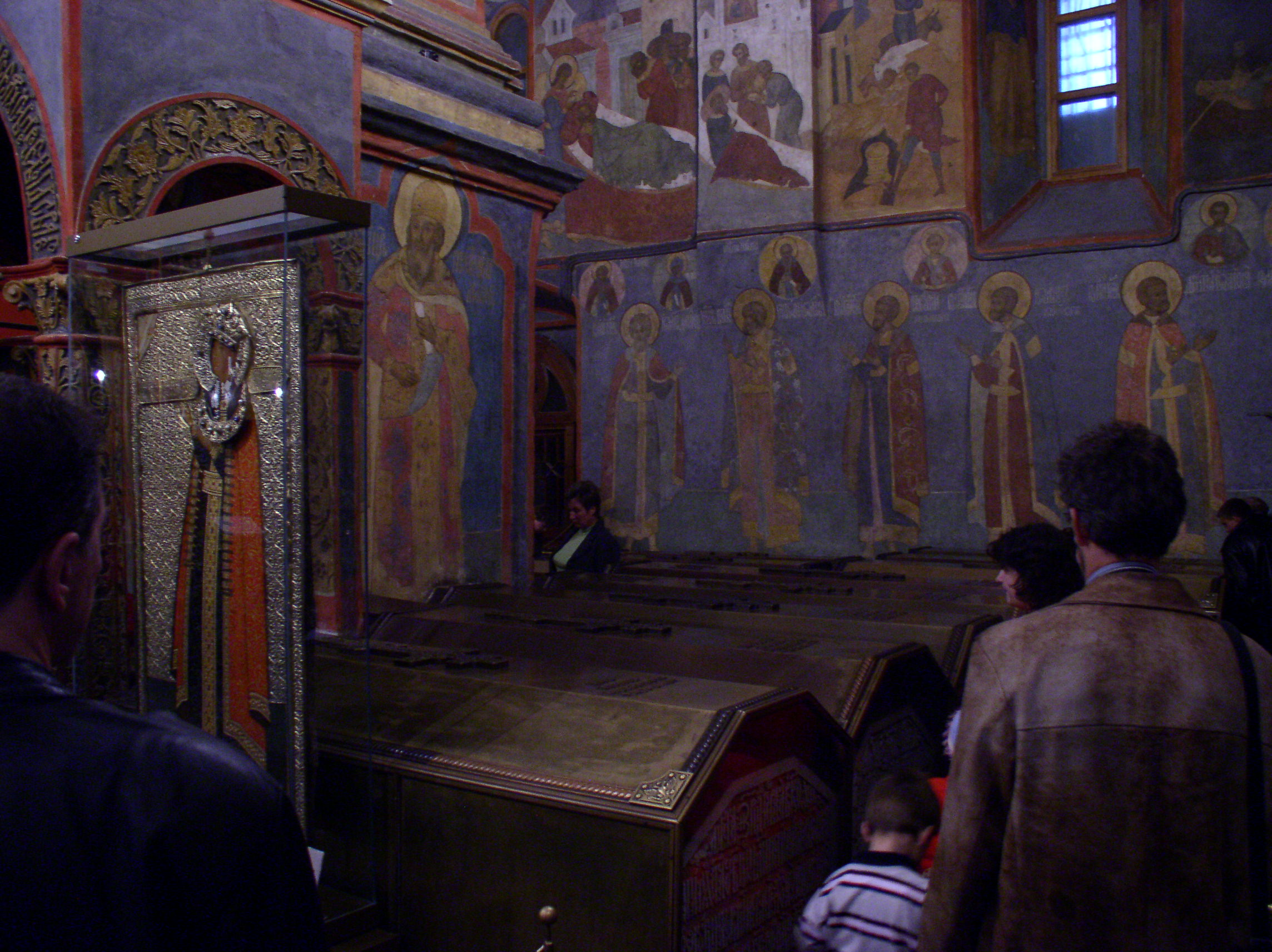
Panteó de la catedral de l'Arcàngel amb el taüt i icona del príncep

La mort del príncep provocà avalots violents a Úglitx, instigats per la seva mare i el seu oncle Miquel, que cridaren en trobar mort el noi. Els ciutadans, en sentir-los, prengueren i mataren els suposats assassins (moriren quinze persones), entre els quals hi havia el delegat del govern de Moscou i alguns companys de jocs de Demetri. La investigació oficial ordenada per Vassili IV de Rússia, va concloure que Demetri havia mort per una ferida a la gola que ell mateix s'havia fet. La seva mare fou obligada a fer-se monja i fou exiliada a un convent llunyà.
El mateix Basili IV, però, quan canviaren les circumstàncies polítiques, va fer córrer que Demetri havia mort per ordre de Borís Godunov, a qui li interessava desprestigiar per consolidar el seu accés al tron.
El 3 de juny de 1606, la despulla de Demetri fou portada a Moscou, sebollida a la Catedral de l'Arcàngel Miquel, i fou canonitzat, expandint-se ràpidament el seu culte. L'Església Ortodoxa Russa el celebra el 19 d'octubre, el 15 de maig i el 3 de juny.

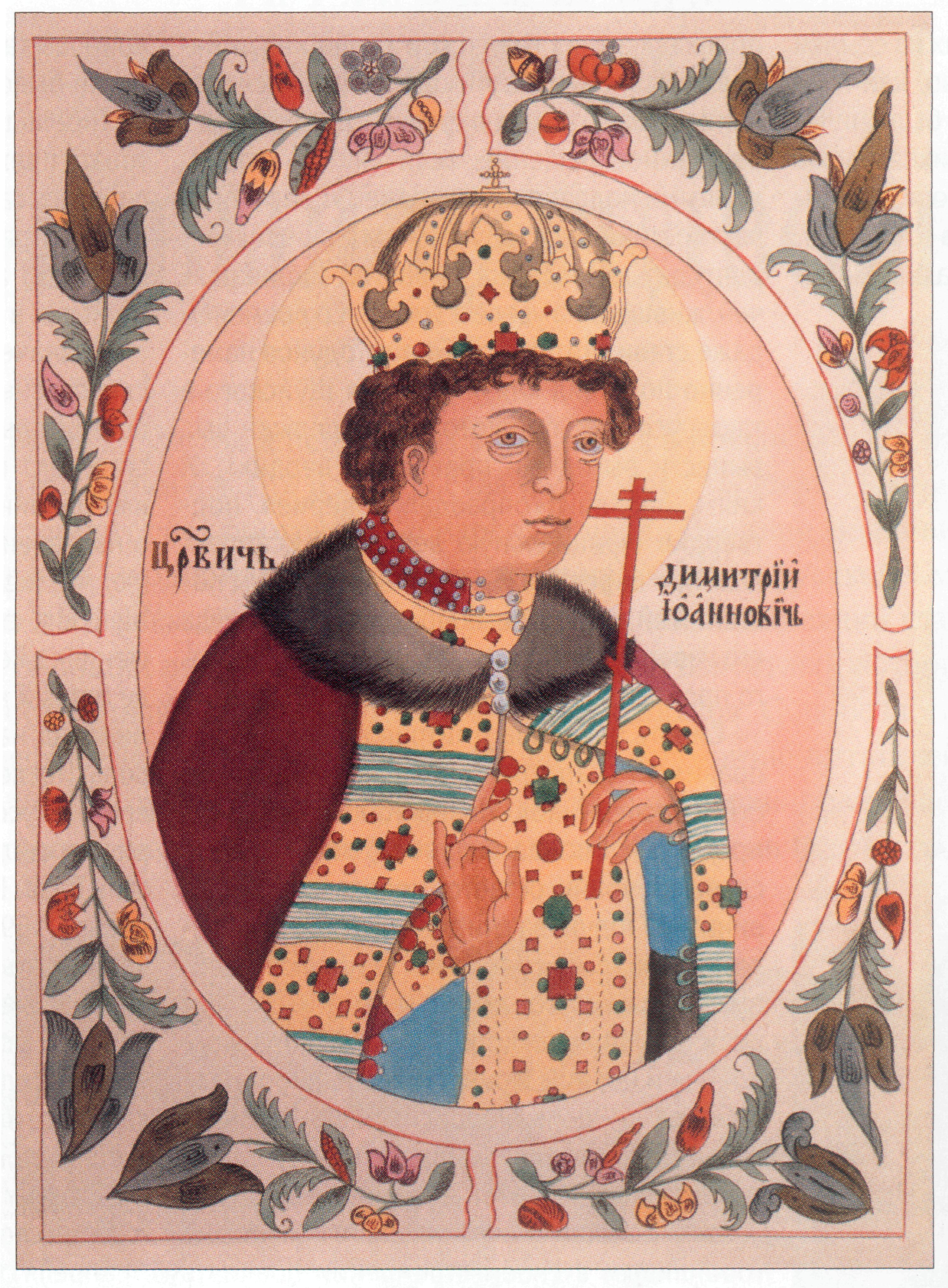
Xilografia popular amb el sant príncep
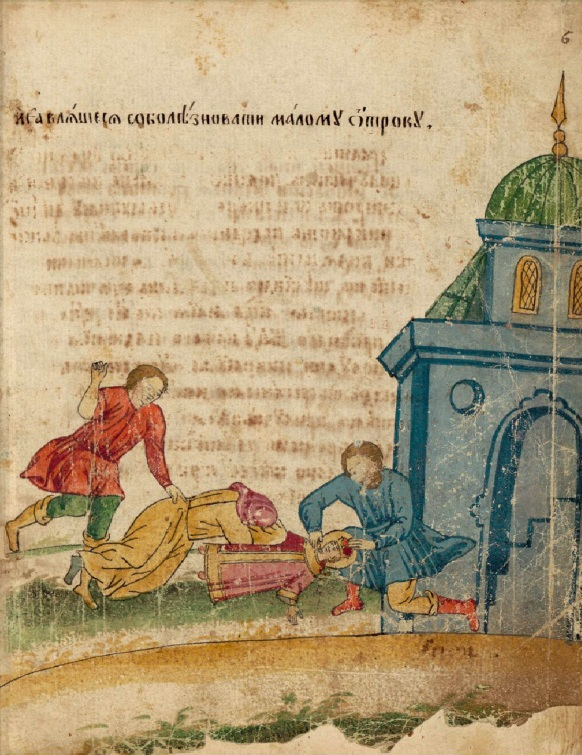
Miniatura amb la mort del príncep, 1785
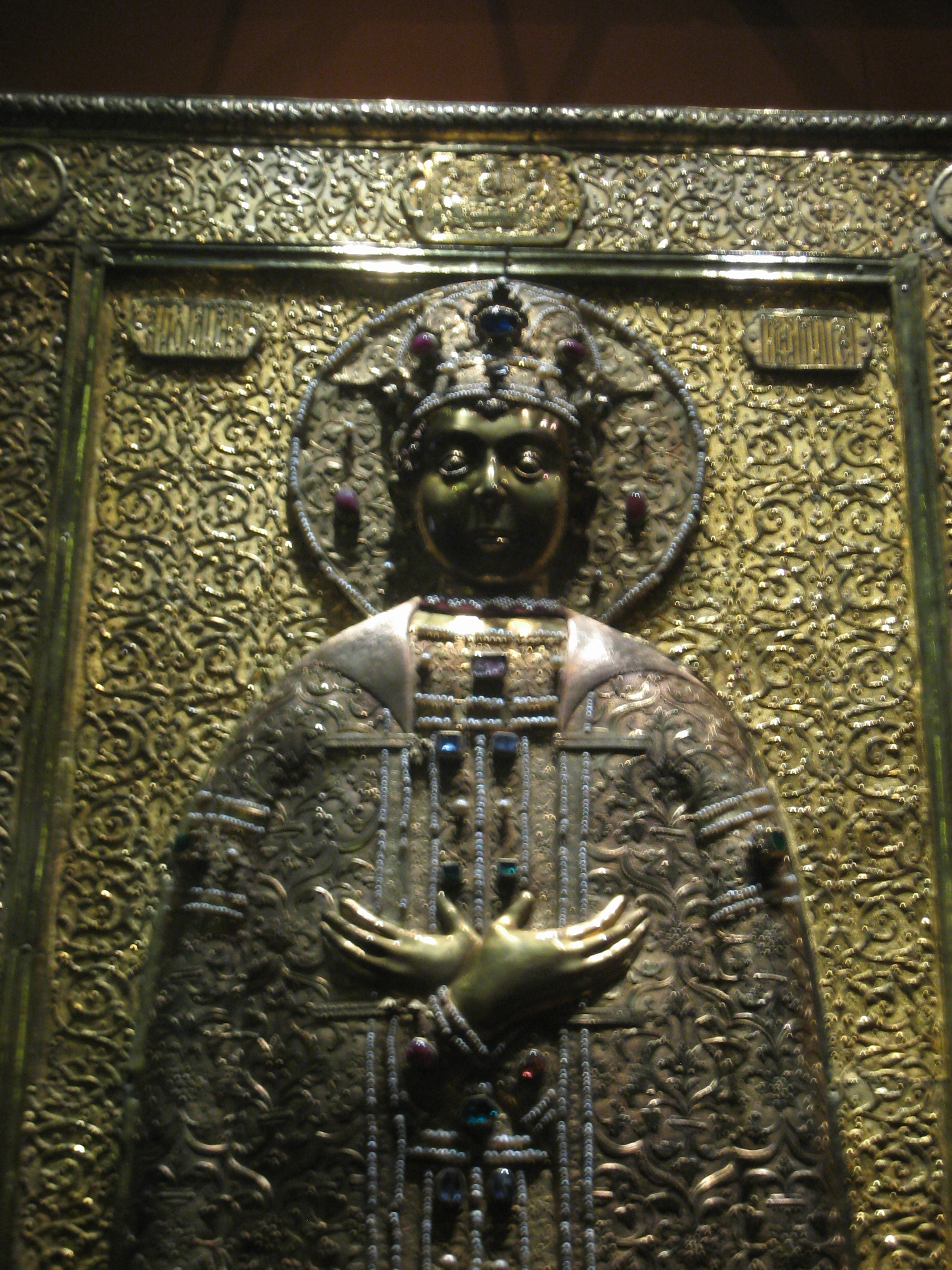
Reliquiari del príncep a la Catedral de l'Arcàngel (Moscou)
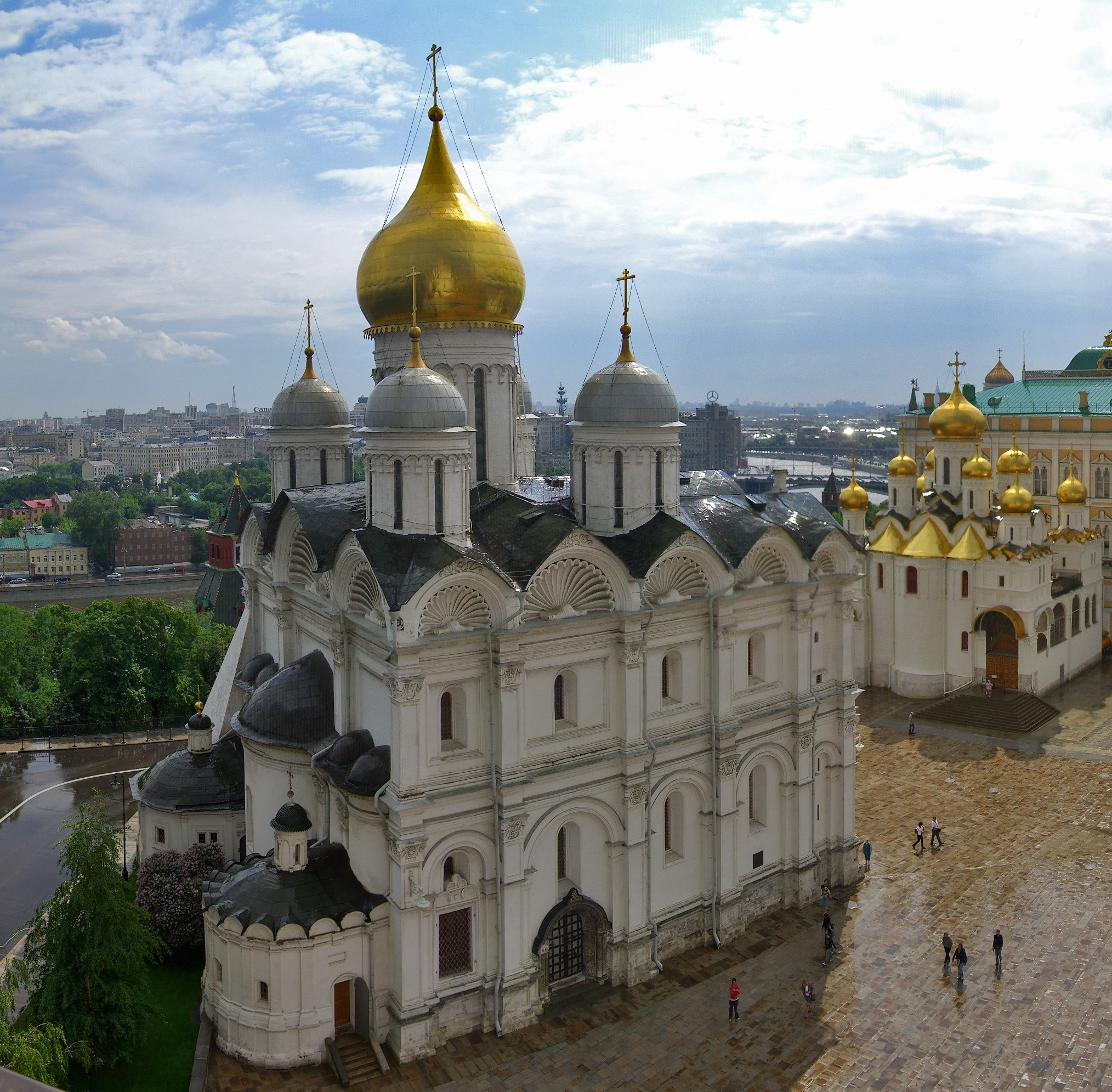
Catedral de l'Arcàngel (Kremlin de Moscou)
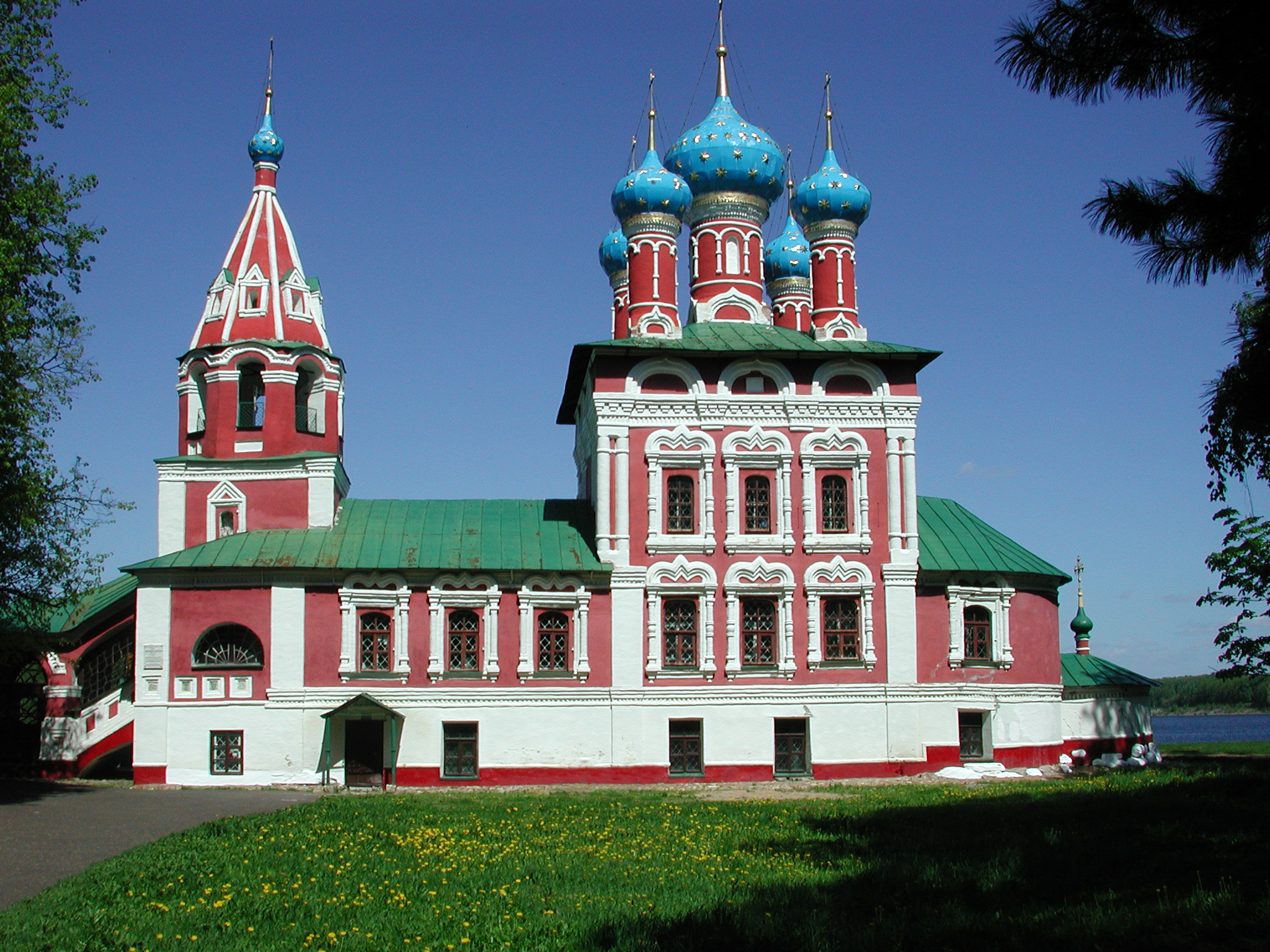
Església del Tsarèvitx Demetri de la Sang, a Üglitx
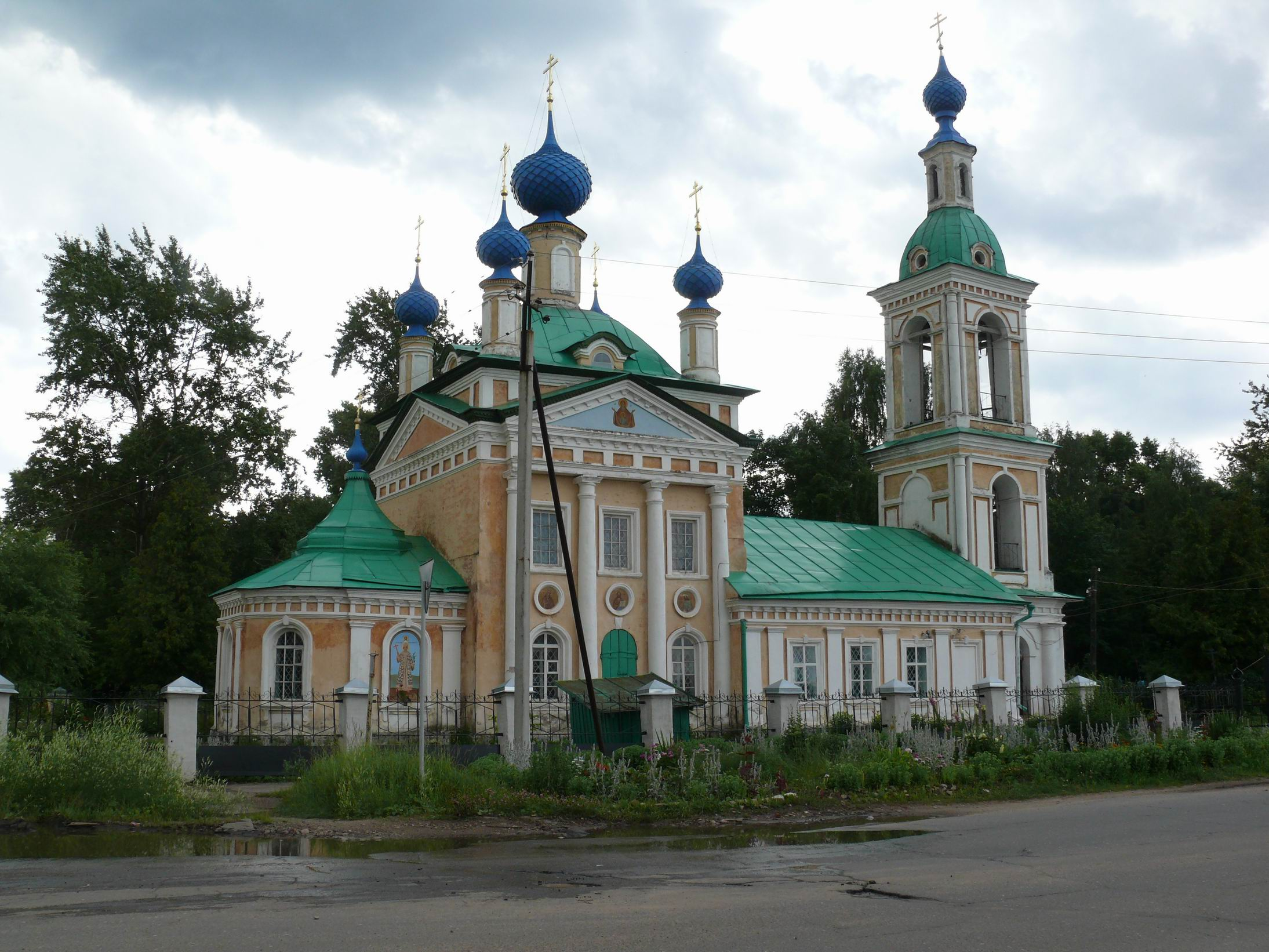
Església del Tsarèvitx Demetri del Camp (Úglitx)